# Narathura psama
Narathura psama är en fjärilsart som beskrevs av Corbet 1941. Narathura psama ingår i släktet Narathura och familjen juvelvingar. Inga underarter finns listade i Catalogue of Life.